# Gulu
Gulu er en by i den nordlige del af Uganda, med et indbyggertal (pr. 2012) på cirka 152.000. Byen er hovedstad i et distrikt af samme navn, og er landets tredje største by.
Afstanden fra Gulu til Kampala, Ugandas hovedstad og største by er omkring 340 kilometer af hovedsageligt asfalteret 2 sporet hovedvej.
Byen er desuden serviceret af Gulu Lufthavn og en jernbanestrækning som forbinder Pakwatch, Gulu og Tororo i det østlige Uganda, på grænsen til Kenya. Denne strækning har været ude af kommerciel drift i mere end 20 år, men i september 2013 startede man regelmæssig drift på denne del af Ugandas 1-meter skinnenet.
I forbindelse med konstruktionen af SGR er der planer om at forbinde Gulu med Nimule i Sydsudan og derved en kraftig opgradering af et stærkt nedslidt og ineffektivt jernbane netværk